# Ricard Salvat i Ferré
Ricard Salvat i Ferré   (Tortosa, 17 d'agost de 1934 - Barcelona, 24 de març de 2009) fou un escriptor, director teatral i professor universitari català. Salvat va ser un dels noms de referència del teatre català, fundador de l'Escola d'Art Dramàtic Adrià Gual i director d'obres que van marcar època, com la Ronda de mort a Sinera de Salvador Espriu que va estrenar l'any 1965 amb la companyia Adrià Gual al Teatre Romea, i que l'any 2002 va portar al Teatre Lliure. Havia rebut entre altres reconeixements el Premi Nacional de Teatre 1999.

## Biografia
Va estudiar filosofia a la Universitat de Barcelona, esdevenint professor ajudant a la seva llicenciatura. Abandonà aquest centre en solidaritat a l'expulsió de José Luis López Aranguren, retornant-hi tres anys després.
Entre 1977 i 1986 fou director del desaparegut Festival Internacional de Teatre de Sitges, esdevenint aquell any catedràtic d'arts escèniques a la Universitat de Barcelona. També va dirigir el Festival Internacional de Teatre de Tortosa - EntreCultures celebrat els anys 2004, 2005 i 2006. Fou membre numerari de la Reial Acadèmia Catalana de Belles Arts de Sant Jordi des del 2003.
Morí el 24 de març de 2009 a Barcelona (Barcelonès) a l'edat de 74 anys.

## Carrera professional
Es va interessar pel món del teatre a la universitat, on es relacionà amb Feliu Formosa, Salvador Giner o Josep Maria Carandell, amb el qual l'uní l'interès per realitzar teatre en català. Iniciat en l'escriptura, l'any 1959 va guanyar la darrera convocatòria del Premi Joanot Martorell amb la seva obra Animals destructors de lleis. L'any següent fundà, juntament amb Maria Aurèlia Capmany l'Escola d'Art Dramàtic Adrià Gual, i el 1975 l'Escola d'Estudis Artístics de l'Hospitalet de Llobregat.
L'any 1965 va estrenar al Teatre Romea la seva obra Ronda de mort a Sinera sobre textos de Salvador Espriu, considerada una peça fonamental en el teatre contemporani català i que convertí Espriu en l'anomenada "veu del poble". Així mateix ha dut al teatre gran nombre d'obres d'altres autors, entre ells Solitud de Víctor Català, Yerma de Federico García Lorca, El adefesio de Rafael Alberti, La bona persona de Sezuan de Bertolt Brecht, La filla del mar d'Àngel Guimerà, El embrujado de Ramón María del Valle-Inclán, Les bacants d'Eurípides o L'amansiment de la fera de William Shakespeare.
L'any 1996 fou guardonat amb la Creu de Sant Jordi i el 1999 amb el Premi Nacional de Teatre, ambdós guardons concedits per la Generalitat de Catalunya.
Des del 2000 al 2005 va ser col·laborador del programa La República amb Joan Barril a COM Ràdio.
Va ser professor de la Universitat Rovira i Virgili de Tarragona, durant el curs 2001-2002 i 2002-03 en la Llicenciatura d'Història de l'Art, impartint l'assignatura "Teoria de l'Art" i en la Llicenciatura d'Història amb l'assignatura optativa "Introducció al teatre"
Des del 5 de setembre fins al 19 d'octubre del 2008 va dirigir Un dia. Mirall trencat, la seva darrera obra teatral, al Teatre Borràs de Barcelona. Va ser un muntatge basat en l'obra de Mercè Rodoreda i Gurguí i representat l'any del centenari del naixement de la novel·lista.

## Obra escrita

### Prosa
- 1961:  Animals destructors de lleis.  Ciutat de Mèxic: Xaloc.
- 1963:  La cafetera.  Barcelona: Barrigòtic.
- 2009:  Animals destructors de lleis.  Barcelona: Editorial Meteora. Edició commemorativa del 50è aniversari del Premi Joanot Martorell, 1959.

### Prosa literària
- 1966:  Els meus muntatges teatrals.  Barcelona: Ed. 62.
- 1966:  El teatre contemporani.  Barcelona: Ed. 62.
- 1966:  El teatre contempòrani 1. El teatre és una arma?.  Barcelona: Ed. 62.
- 1966:  El teatre contempòrani 2. El teatre és una ètica.  Barcelona: Ed. 62.
- 1975:  Sempre la llum.  Barcelona: Canigó.
- 1980:  El teatre a Barcelona durant la il·luminació de gas i l'espectacle del XIX a Catalunya.  Barcelona: Seix Barral.
- 1990:  Escrits per al teatre.  Barcelona: Institut del Teatre.
- 2016:  «Dietaris (1962-1968)». Culturals La Vanguardia. Universitat de Barcelona Edicions [Barcelona], 30-01-2016.

### Teatre
- 1963:  Mort d'home. Els espies. Sis pantomimes.  Palma: Moll.
- 1965:  Nord enllà.  Barcelona: Occitània.
- 1966:  Ronda de mort a Sinera.  Barcelona: Barrigòtic.
- 1981:  Adrià Gual i la seva època.  Barcelona: Ed. 62.
- 1981:  Salvat-Papasseit i la seva època: però la joia és meva.  Barcelona: Ed. 62.

## Premis i reconeixements
En la seva faceta d'escriptor destaca el Premi Joanot Martorell el 1959, per la seva obra Animals destructors de lleis. Entre els molts reconeixements que va rebre destaquen la Premi Creu de Sant Jordi (1996), el Premi Nacional de Teatre (1999) i la Medalla d'Or al Mèrit Artístic de l'Ajuntament de Barcelona (2003). 2002: Premi Rosalía de Castro, Centro PEN Galicia.